# 이종핵 분자

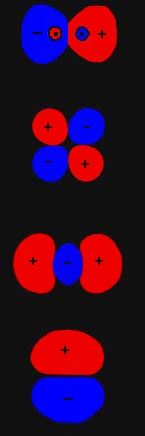

이종핵 분자(heteronuclear molecule)는 구성하는 원소가 여럿인 분자를 말한다. 다시말해 유한한 분자를 가진 화합물이다.

## 같이 보기
- 화합물
- 동종핵 분자